# Арамон (Ен)
Арамон (фр. Haramont) насеље је и општина у североисточној Француској у региону Пикардија, у департману Ен (Пикардија) која припада префектури Соасон.
По подацима из 2011. године у општини је живело 603 становника, а густина насељености је износила 49,26 становника/km². Општина се простире на површини од 12,24 km². Налази се на средњој надморској висини од 138 метара (максималној 243 m, а минималној 75 m).

## Демографија
| 1962. | 1968. | 1975. | 1982. | 1990. | 1999. | 2011. |
| ----- | ----- | ----- | ----- | ----- | ----- | ----- |
| 335   | 359   | 393   | 441   | 518   | 573   | 603   |

График промене броја становника у току последњих година